# 스페인 하숙
《스페인 하숙》은 타지에서 만난 한국인에게 소중한 추억과 선물이 될 식사를 대접하는 내용을 담은 텔레비전 프로그램이다.

## 내용
3명의 출연자는 스페인 비야프랑카 델 비에르소에서 알베르게를 운영한다. 카미노데산티아고라고 불리는 여정의 중간에서 출연자들은 순례객들에게 쉴 곳과 음식을 제공하고 순례객들은 다시 여행을 준비한다.

## 방송 시간
| 방송 채널 | 방송 기간                         | 방송 시간                    |
| tvN       |                                   |                              |
| --------- | --------------------------------- | ---------------------------- |
| tvN       | 2019년 3월 15일 ~ 2019년 5월 24일 | 금요일 밤 9시 10분 ~ 밤 11시 |

## 출연자
- 차승원
- 유해진
- 배정남

## 촬영 장소
- 스페인 레온도 비야프랑카 델 비에르소

## 시청률

### 2019년
| 회차 | 방송일   | AGB 시청률     |
| 회차 | 방송일   | 대한민국(전국) |
| ---- | -------- | -------------- |
| 1    | 3월 15일 | 7.6%           |
| 2    | 3월 22일 | 8.3%           |
| 3    | 3월 29일 | 9.2%           |
| 4    | 4월 5일  | 9.2%           |
| 5    | 4월 12일 | 8.5%           |
| 6    | 4월 19일 | 8.9 %          |
| 7    | 4월 26일 | 11.6 %         |
| 8    | 5월 3일  | 9.8 %          |
| 9    | 5월 10일 | 10.2 %         |
| 10   | 5월 17일 | 10.0%          |
| 11   | 5월 24일 | 6.4%           |